# Lobbes
Lobbes (en való Lôbes) és un municipi belga de la província d'Hainaut a la regió valona. Està compost per les seccions de Lobbes, Mont-Sainte-Geneviève, Sars-la-Buissière i Bienne-lez-Happart.

## Història
El 888, Arnulf de Caríntia va donar l'abadia de Lobbes amb 155 viles i masos al bisbe de Lieja, Francó de Tongeren, després de la seva victòria contre els vikings, en reconeixement de la seva ajuda militar a la batalla de Lovaina. El territori va quedar propietat del bisbat i més tard del principat de Lieja fins al 1794.